# Khandesh

Regione di Khandesh

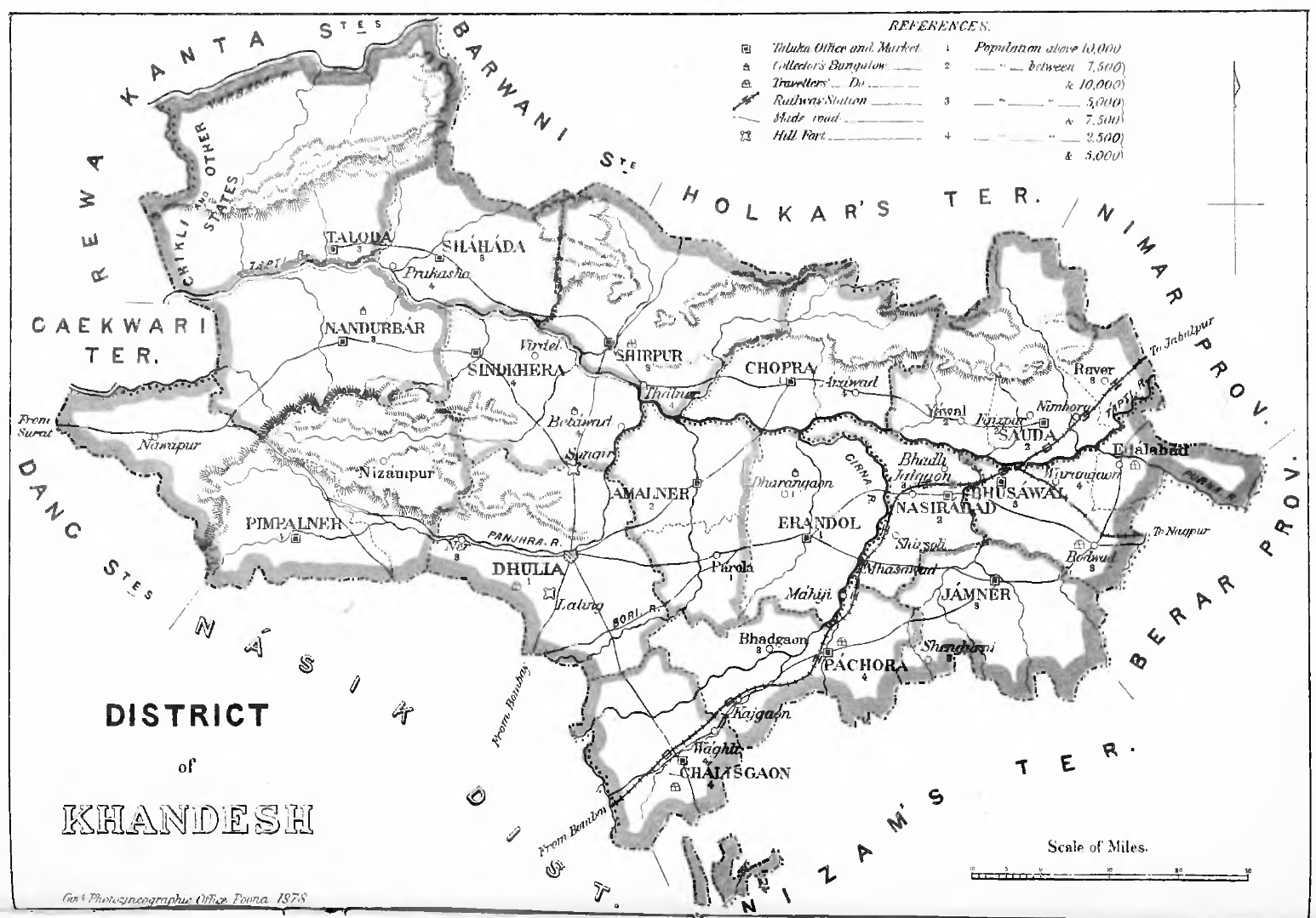
Distretto di Khandesh

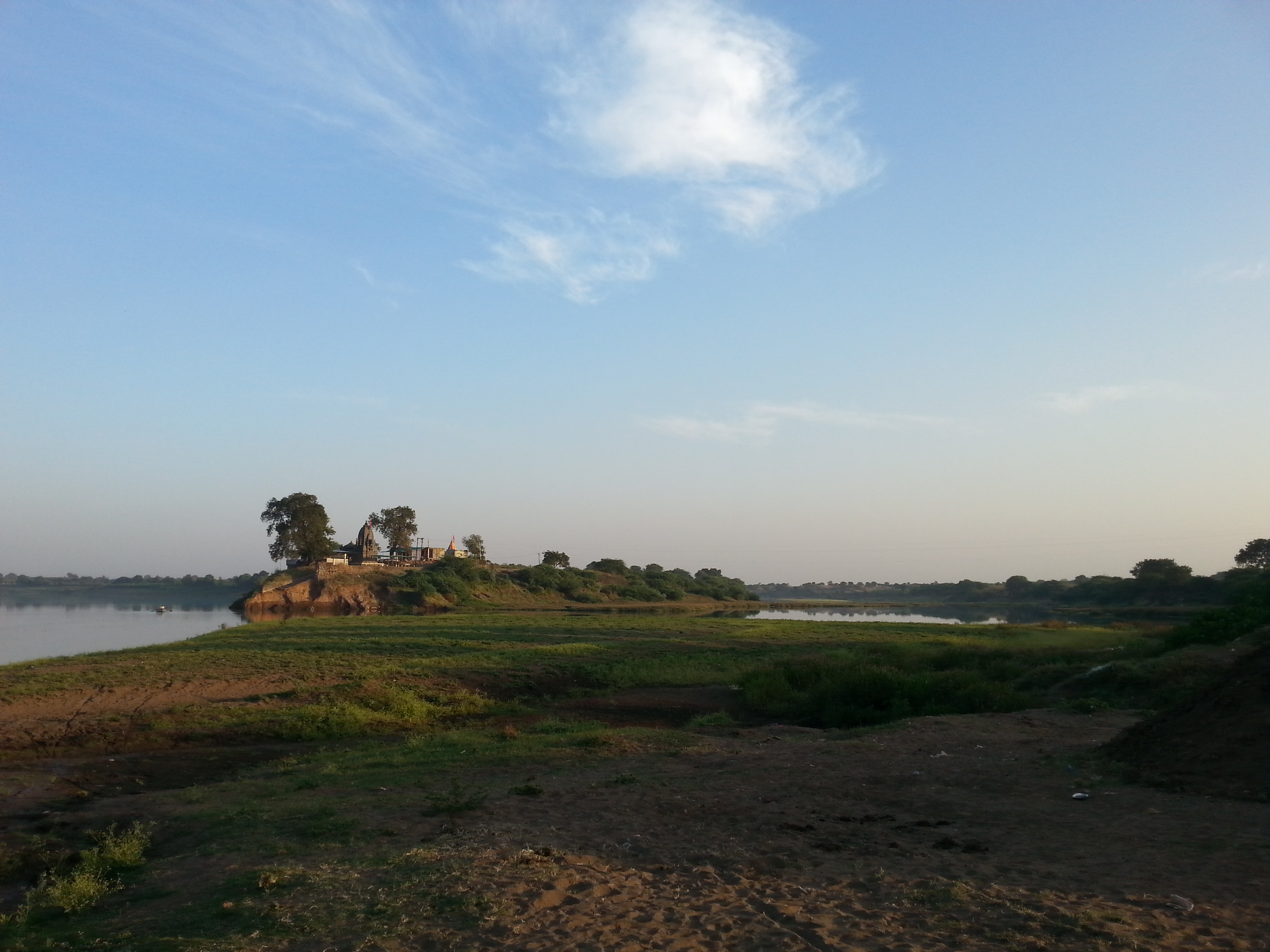
Panorama del fiume Tapti

Khandesh (Marathi:खान्देश) è una regione geografica dell'India centrale, che forma la parte nord-occidentale dello stato di Maharashtra.

## Storia
Nel 1295, Khandesh era sotto il governo di Asirgarh, del clan rajput Chauhan, quando il Sultano ʿAlāʾ al-Dīn Khaljī di Delhi ne prese il controllo.
L'istituzione del Regno indipendente di Khandesh fu opera di Malik Rāja, figlio di Khānjahān Faurkī. Fīrūz Shāh Ṭughlāq (1309-20 settembre 1388) inizialmente nominò Malik Rāja comandante in capo della regione di Khandesh, ma questi si proclamò indipendente dopo la morte di Fīrūz Ṭughlāq e governò fino al 1399.
I Mughal giunsero nel 1599, quando l'esercito di Akbar conquistò Khandesh e prese Forte Asirgarh
Le prime incursioni dei Maratha cominciarono nel 1670 e tutto il secolo successivo fu un periodo di scontri tra Mughal e Maratha.
Tra il 1818 e il 1906 divenne parte della Presidenza di Bombay In quell'anno era diviso in due Distretti: quello del Khandesh orientale, con sede a Jalgaon, su un'area di 4544 mi² e una popolazione di 957 728 abitanti nel 1901, e quello del Khandesh occidentale, con sede a Dhule, su un'area di 5497 mi² e una popolazione di 469 654 persone nel 1901..